# Lorraine-Dietrich Type NF
Der Lorraine-Dietrich Type NF ist eine Baureihe von Pkw-Modellen aus den 1910er Jahren. Dazu gehört neben dem Type NF auch der Type SNF. Hersteller war Lorraine-Dietrich in Frankreich.

## Beschreibung
Die Modelle wurden nur 1914 angeboten. Am 20. Februar 1914 erteilte die nationale Zulassungsbehörde ihre Zulassung.
Der Motor war eine Eigenentwicklung des Herstellers, durchgeführt durch seinen belgischen Konstrukteur Louis de Groulart. Er ist ein Vierzylinder-Reihenmotor. Der Monoblockmotor ist als L-Kopf-Motor mit SV-Ventilsteuerung ausgeführt. 80 mm Bohrung und 130 mm Hub ergeben 2614 cm³ Hubraum. Der Motor war damals in Frankreich steuerlich mit 14 CV eingestuft.
Der Motor ist vorn längs im Fahrgestell eingebaut. Er treibt über ein Vierganggetriebe und eine Kardanwelle die Hinterachse an. Die Bremse wirkt, wie damals üblich, nur auf die Hinterräder.
Beide Ausführungen haben 2978 mm Radstand und 1350 mm Spurweite.